# Manoir de Kergo
Le manoir de Kergo est situé à Theix-Noyalo en France.

## Localisation
Le manoir est situé sur le territoire de la commune déléguée de Theix, au lieu-dit Kergo (Trefleher), dans le département du Morbihan en région Bretagne.

## Description
Le manoir date du XVIe siècle, édifice à un étage carré, élévation à travées, construit en moellons de granite. Toiture à longs pans, pignons couvert et découvert.

## Historique
Le manoir est attesté dès 1427, peut-être sur un site de motte castrale (relief, cadastres anciens à forme parcellaire arrondie). Le logis date de la première moitié du XVIe siècle non terminé : pierres d'attente à l'est. Tourelle d'escalier au nord détruite avant 1810 ou non construite : portes bouchées, pierres d'attente.
Il est inscrit à l'inventaire général du patrimoine culturel en 1971.